# シークレット・ガーデン (テレビドラマ)
『シークレット・ガーデン』（朝: 시크릿 가든）は、2010年11月13日から2011年1月16日まで韓国SBSで放送されたキム・ウンスク作のテレビドラマである。
視聴率37.9％を記録、サントラの楽曲がK-POPチャートを独占するなど社会現象にもなった話題作である。
主演俳優のヒョンビン（현빈）が本ドラマ放映終了後、兵役のため韓国海軍に入隊したことでも話題を呼んだ。

## あらすじ

### 前半
御曹司社長のキム・ジュウォンが、親も名もない貧しいスタントウーマンのライムに惚れる。チュウォン(名だけの時だけチュウォン)はライムに付きまとっては振られ、それでも懲りずに付きまとって愛人にしようとする。格差のある結婚に否定的で傲慢なチュウォンをライムは拒絶する。

亡くなったライムの父が2人に魔法をかけ、ある朝、チュウォンの魂がライムの身体で目覚め、ライムの魂がチュウォンの身体で目覚める。2人は取り繕いながら入れ替わり生活を送り、数日後、訳もわからぬまま元に戻る。チュウォンの母に交際を猛反対されながらも、チュウォンはライムへの思いをさらに募らせ、ライムは格差恋愛に戸惑いながらもチュウォンに思いを募らせ、2人は未来を探るようになる。

### 後半
ふたたび数日間2人の魂が入れ替わり、入れ替わりのきっかけが雨だと2人は確信する。
チュウォンの母が13年前のライムの父とチュウォンの関わりに気付き、2人を更に強引に引き離そうとする。耐えかねてチュウォンに別れを切り出した後、ライムが映画の撮影中の事故で意識不明の重体に陥る。回復する見込みがないと聞き、チュウォンは意図的にライムと魂を入れ替える。
ライムの父が魔法を解き、2人は本来の身体で目覚める。ライムは無事に目覚めるが、チュウォンは13年前に遭遇した火災事故のショックで失っていた事故の記憶を少し取り戻し、事故以降の記憶を全て失う。しばらくして、チュウォンは全ての記憶を取り戻し、消防士だったライムの父が自らの命を捨てて自分を救い出してくれたことを思い出す。母の許しを得ないままライムと入籍し、御曹司の地位と財産を放棄する。

## キャスト
| 役名                    | 役名（韓）      | 役者             | 年齢 | 詳細                                                                                                   |
| ----------------------- | --------------- | ---------------- | ---- | --- |
| キル・ライム            | 길라임          | ハ・ジウォン     | 30   | 母を早くに亡くし、13年前、消防士の父も亡くしたスタントウーマン。オスカーの大ファン。                   |
| キム・ジュウォン        | 김주원          | ヒョンビン       | 34   | 財閥の御曹司で、系列デパートロエルの社長。閉所恐怖症になった理由が思い出せない。                       |
| オスカー / チェ・ウヨン | 오스카 / 최우영 | ユン・サンヒョン | 35   | ジュウォンの従兄。歌手。                                                                               |
| キム秘書                | 김비서 / 김성오 | キム・ソンオ     | 30   | ロエルデパートの社員で、キム・ジュウォンの秘書。いつも何かとこき使われている。アヨンに片思いしている。 |
| ユン・スル              | 윤슬            | キム・サラン     | 30   | オスカーの元恋人。                                                                                     |
| イム・ジョンス          | 임종수          | イ・フィリップ   | 34   | ライムのアクションスクールの所長。                                                                     |
| サン（ハン・テソン）    | 썬（한태선）    | イ・ジョンソク   | 23   | 歌手。                                                                                                 |
| イム・アヨン            | 임아영          | ユ・インナ       | 30   | ライムの親友でルームメイト。                                                                           |

最終回20話ではソン・イェジンが本人としてカメオ出演した。

## OST
| シークレットガーデン (시크릿 가든 ) OST |                        |                        |                            |
| 音源配信日                              | 邦題                   | 原題                   | 歌手名                     |
| Part 1 (2010年11月11日)                 | その女                 | 그 여자                | ペク・チヨン（백지영）     |
| Part 1 (2010年11月11日)                 | Here I Am              | Here I Am              | 美（미）、4MEN             |
| Part 1 (2010年11月11日)                 | 見つめる               | 바라본다               | ユン・サンヒョン（윤상현） |
| Part 2 (2010年11月19日)                 | 現れる                 | 나타나                 | キム・ボムス（김범수）     |
| Part 2 (2010年11月19日)                 | できない               | 못해                   | 美（미）                   |
| Part 2 (2010年11月19日)                 | その男                 | 그 남자                | ペク・チヨン（백지영）     |
| Part 3 (2010年11月29日)                 | 理由                   | 이유                   | シン・ヨンジェ             |
| Part 3 (2010年11月29日)                 | 傷だらけ               | 상처만                 | Bois                       |
| Part 3 (2010年11月29日)                 | Here I Am (Piano Ver.) | Here I Am (Piano Ver.) | 미(美)                     |
| Part 4 (2010年12月27日)                 | 君は僕の春なんだ       | 너는 나의 봄이다       | ソン・シキョン（성시경）   |
| Part 4 (2010年12月27日)                 | 現れる                 | 나타나 (Female Ver.)   | ヨアリ（요아리밴드）       |
| Part 4 (2010年12月27日)                 | You Are My Everything  | You Are My Everything  | チョン・ハユン（정하윤）   |
| Part 5 (2010年12月27日)                 | その男                 | 그 남자                | ヒョンビン（현빈）         |
| Part 5 (2010年12月27日)                 | ある女                 | 한 여자                | BeBe Mignon（베베 미뇽）   |
| Part 5 (2010年12月27日)                 | Here I Am              | Here I Am              | ユン・サンヒョン（윤상현） |
| オスカーシングル（2011年1月14日）       | 涙のあと               | 눈물자리               | ユン・サンヒョン（윤상현） |
| オスカーシングル（2011年1月14日）       | Liar                   | Liar                   | ユン・サンヒョン（윤상현） |

- 主演俳優のヒョンビン（현빈）が、本ドラマのオリジナル・サウンドトラックに参加したことで話題となった。

- 2011年1月15日、『シークレット・ガーデン』Original Sound Tracksの爆発的な人気を受け、ソウルのオリニ大公園で、本ドラマのコンサート「シークレットガーデンＯＳＴコンサート - Only One Day, One Time」が開かれ、オリジナルサウンドトラックに楽曲を提供したアーティストを始め、キム・ジュウォン役のヒョンビン、オスカー役のユン・サンヒョン、キム秘書役のキム・ソンオらも出演した。

## 視聴率
- 最低視聴率と 最高視聴率は 調査会社や地域によって異なります。

| 2010年     | 2010年     | 2010年         | 2010年         | 2010年         | 2010年         | 2010年     |
| 回         | 放送日     | TNmS 視聴率    | TNmS 視聴率    | AGB 視聴率     | AGB 視聴率     | 備考       |
| 回         | 放送日     | 大韓民国(全国) | ソウル(首都圏) | 大韓民国(全国) | ソウル(首都圏) | 備考       |
| ---------- | ---------- | -------------- | -------------- | -------------- | -------------- | ---------- |
| 第1話      | 11月 13日  | 16.1%          | 16.5%          | 17.2%          | 18.3%          |            |
| 第2話      | 11月 14日  | 15.0%          | 15.6%          | 14.8%          | 16.0%          | 最低視聴率 |
| 第3話      | 11月 20日  | 17.9%          | 18.9%          | 18.2%          | 19.8%          |            |
| 第4話      | 11月 21日  | 20.0%          | 20.8%          | 21.5%          | 24.1%          |            |
| 第5話      | 11月 27日  | 25.4%          | 26.3%          | 23.6%          | 25.5%          |            |
| 第6話      | 11月 28日  | 25.2%          | 25.6%          | 20.9%          | 22.9%          |            |
| 第7話      | 12月 4日   | 24.1%          | 24.7%          | 22.2%          | 24.1%          |            |
| 第8話      | 12月 5日   | 24.6%          | 24.8%          | 22.3%          | 24.3%          |            |
| 第9話      | 12月 11日  | 27.0%          | 27.8%          | 24.7%          | 27.0%          |            |
| 第10話     | 12月 12日  | 28.0%          | 28.7%          | 25.1%          | 27.5%          |            |
| 第11話     | 12月 18日  | 27.0%          | 28.2%          | 23.7%          | 25.3%          |            |
| 第12話     | 12月 19日  | 28.2%          | 29.2%          | 24.7%          | 27.3%          |            |
| 第13話     | 12月 25日  | 24.4%          | 25.0%          | 22.1%          | 23.3%          |            |
| 第14話     | 12月 26日  | 26.5%          | 27.1%          | 24.1%          | 26.1%          |            |
| 2011年     |            |                |                |                |                |            |
| 第15話     | 1月 1日    | 23.0%          | 29.3%          | 26.6%          | 29.5%          |            |
| 第16話     | 1月 2日    | 23.9%          | 29.9%          | 26.9%          | 29.9%          |            |
| 第17話     | 1月 8日    | 23.8%          | 30.0%          | 28.1%          | 30.5%          |            |
| 第18話     | 1月 9日    | 27.4%          | 34.1%          | 30.6%          | 33.0%          |            |
| 第19話     | 1月 15日   | 29.1%          | 35.0%          | 33.0%          | 35.3%          |            |
| 第20話     | 1月 16日   | 31.4%          | 38.6%          | 35.2%          | 37.9%          | 最高視聴率 |
| 平均視聴率 | 平均視聴率 | 24.4%          | 26.8%          | 24.3%          | 26.4%          |            |
|            |            |                |                |                |                |            |
| スペシャル |            |                |                |                |                |            |
| -          | 1月 22日   | 15.9%          | 19.9%          | 17.9%          | 20.7%          |            |

## その他エピソード
- 2010/11/8 台本読み会の様子を公式公開[2]

- キム・ジュウォン（演：ヒョンビン）の車はBMWロードスターZ4 35is。2人乗りロードスターの最上位モデル。
- 2016年11月15日JTBC「ニュースルーム」で、パク・クネ元大統領がかつて就任前に健康診断センターチャウム病院来訪時に本ドラマのヒロイン名キル・ライムを偽名として利用したことが報道され、「キルライム事件（길라임 사건）」と称され本ドラマが再び注目を浴びることとなった。[3][4][5]後のインタビューで主演俳優ヒョンビンは本件に言及し「私も報道を見てびっくりしました（"나도 보도를 보고 놀랐다"）」「"キルライム事件"以降、またもう一度"シークレット・ガーデン"がスポットライトを浴びることになったようだ。("'길라임 사건' 이후 다시 한번 '시크릿 가든'이 재조명된 것 같다."）当時、ドラマを見られなかった方々は再度探され、当時見た方ももう一度見る機会を作ってくれたようだ（"당시 드라마를 못 본 분들은 다시 찾아보게 된 것 같고 당시 드라마를 본 시청자도 다시 한번 볼 기회를 만들어 준 것 같다"」と笑った、と伝えられている。（2017/1/11 スポーツ朝鮮インタビュー[6]より）
- キル・ライムと魂が入れ替わる役を演じた主演俳優ヒョンビンは高校の演劇部でも女性役を演じたことがあった。本ドラマの撮影現場では相手役ハ・ジウォンの言動や表現を時には編集室でよく観察し、また一緒に練習することで準備した。体操座りの姿勢は大変だった、と後に振り返っている（2011/1/20 tvN『現場トークショーTAXI』より）
- 主演俳優ヒョンビンは、5日間にわたる徹夜撮影（밤샘촬영）もあるほど過酷な撮影現場で、クランクアップ後に一気に疲れが押し寄せたことを、点滴を打って臨んだ2011/1/20 tvN『現場トークショーTAXI』で明かしている。

## 日本語吹替
- キル・ライム：本田貴子
- キム・ジュウォン：桐本琢也
- オスカー：関智一
- キム秘書：小森創介
- ユン・スル：宮島依里
- イム・ジョンス：咲野俊介
- サン（ハン・テソン）：菅野英樹
- イム・アヨン：桑島法子

## 漫画版
『THEデザート』（講談社）にて、2012年9月号から2013年3月号までコミカライズ版が連載された。作者は桐島りら。
- 原作：キムウンスク・SBS、全面協力：NHKエンタープライズ、漫画：桐島りら『シークレット・ガーデン』講談社〈KCデラックス〉、全2巻
  1. 2012年12月13日発売[7]、ISBN 978-4-06-376748-3
  2. 2013年3月13日発売[8]、ISBN 978-4-06-376758-2